# Sadako
Sadako (jap. 貞子, 禎子 lub 節子) – żeńskie imię japońskie. Obecnie owo imię nie jest zbyt popularne, zaś japońska młodzież kojarzy je głównie z Sadako Yamamurą – postacią z powieści Ring Kōjiego Suzuki i powiązanych z nią mediów.
Sadako oznacza dosłownie ‘niewinne dziecko’ lub po prostu ‘niewinna’ (ko oznacza po japońsku ‘dziecko’, ale przyrostek ko [子] na końcu imienia wskazuje, że jest to imię żeńskie). Rzadziej imię to zapisywane jest znakami 禎子, co oznacza wtedy ‘szczęśliwe dziecko’/’szczęśliwa’.
Sławne osoby noszące to imię:
- księżna Kujō Sadako (1884–1951), znana też jako cesarzowa Teimei – cesarzowa Japonii w latach 1912–1926, żona cesarza Yoshihito, matka cesarza Hirohito
- Sadako Sasaki (1943–1955) – japońska dziewczyna, która przeżyła atak bombowy na Hiroszimę w 1945 i wsławiła się robieniem modeli żurawi metodą origami
- Sadako Ogata (ur. 1927) – japońska uczona; wysoki komisarz ONZ ds. Uchodźców w latach 1991-2001
- Sadako Yamamura – japońska postać z książki japońskiego pisarza Kōjiego Suzuki Ring, straszny duch zamordowanej dziewczynki, który tkwi z zaklętej kasecie wideo. Później stała się także bohaterką mang i sześciu filmów.